# ویلاداسنس
ویلاداسنس (به اسپانیایی: Viladasens) یک منطقهٔ مسکونی در اسپانیا است که در ژیرونس واقع شده‌است. ویلاداسنس ۱۵٫۷ کیلومتر مربع مساحت دارد.